# Cryptolestes fractipennis
Cryptolestes fractipennis là một loài bọ cánh cứng trong họ Laemophloeidae. Loài này được Motschulsky miêu tả khoa học năm 1845.